# Joanne (album Lady Gagi)
Joanne – piąty album studyjny amerykańskiej piosenkarki Lady Gagi wydany nakładem Streamline oraz Interscope Records 21 października 2016 roku. Lady Gaga oraz Mark Ronson zostali producentami wykonawczymi albumu, a poza tym napisali i wyprodukowali większość albumu razem, ale też współpracowali z innymi osobami takimi jak BloodPop, Kevin Parker, Emile Haynie, Jeff Bhasker, Josh Homme, Hillary Lindsey, RedOne oraz Florence Welch. Album zawiera elementy country, soft rocka oraz dance popu i podkreśla możliwości wokalne Lady Gagi. Teksty piosenek odnoszą się do tematu rodziny oraz emocji. Rozstanie piosenkarki z aktorem Taylorem Kinneyem, śmierć jej ciotki, Joanne Germanotty oraz granie w dwóch sezonach amerykańskiego serialu telewizyjnego American Horror Story mocno zainspirowały to jak wygląda album.
Aby wypromować album, zostały wydane trzy single – „Perfect Illusion”, „Million Reasons” oraz „Joanne” – oraz jeden singel promocyjny – „A-YO”. Pierwszy singel – „Perfect Illusion” – dotarł do pierwszego miejsca w notowaniach francuskich oraz walońskich, a drugi – „Million Reasons” – do 4. miejsca w Stanach oraz został nominowany do nagrody Grammy za Najlepszy Występ Popowy Solo w 2018 roku, lecz Gaga nie otrzymała wtedy tej nagrody. Otrzymała ją rok później za pianistyczną wersję trzeciego singla albumu – „Joanne”. Sam album otrzymał nominację do nagrody Grammy za Najlepszy Album Popowy Wokalny w 2018 roku, lecz nagrodę otrzymał Ed Sheeran za ÷. W październiku 2016 Gaga zorganizowała małą trasę promocyjną dla albumu – Dive Bar Tour. W ogólnoświatowe tournée piosenkarka wyruszyła dopiero w sierpniu 2017, trasa ta zakończyła się parę tygodni wcześniej w lutym 2018 z powodu złego samopoczucia piosenkarki.
Album otrzymał głównie pozytywne recenzje od krytyków oraz stał się jej czwartym albumem w Stanach, który uplasował się na 1. miejscu listy Billboard 200. Album również osiągnął szczyt list w Argentynie, Brazylii, Meksyku oraz uplasował się w pierwszych dziesiątkach notowań w ponad 25 państwach. W niektórych państwach album otrzymał certyfikat, w tym również w Stanach, gdzie pokrył się platyną.

## Wydanie
Bobby Campbell, menedżer Gagi, potwierdził, że album nie pojawi się przed drugą połową 2016 roku, a Elton John powiedział, że album ukaże się dopiero w 2017 roku. We wrześniu 2016 Gaga zaktualizowała swoją stronę internetową zapowiadając wydanie pierwszego singla promującego nowy album – „Perfect Illusion”. 15 września Gaga pojawiła się w Apple Radio’s Beats 1, gdzie ogłosiła, że album nazywa się Joanne i zostanie wydany 21 października 2016 roku. Również powiedziała, że w ciągu następnych 48 godzin nagrywanie albumu zostanie zakończone. Gaga wyznała, że ujawnienie nazwy i daty wydania albumu było gorzkosłodkim momentem dla niej.
Podczas tego samego wywiadu piosenkarka powiedziała, że w przeciwieństwie do jej poprzednich wydań, Joanne nie będzie jedynie ekskluzywnie dostępne na strumieniowych mediach, tj. Apple Music czy Amazon. Gaga jest przeciwna mediom, które mają wyłączne prawo do strumieniowania wydań artystów. Przed oficjalnym wydaniem albumu, on wyciekł parokrotnie do sieci. Na Amazonie album mógł być pre-orderowany przez użytkowników, a jeden z nich znalazł sposób na odtworzenie 30-sekundowych urywków wszystkich piosenek. Amazon wyłączył tę możliwość później. Trzy dni przed właściwym wydaniem, sklepy w Belgii omyłkowo wystawiły album na sprzedaż, co spowodowało to, że ludzie umieszczali całe piosenki w sieci.

## Nazwa i opakowanie

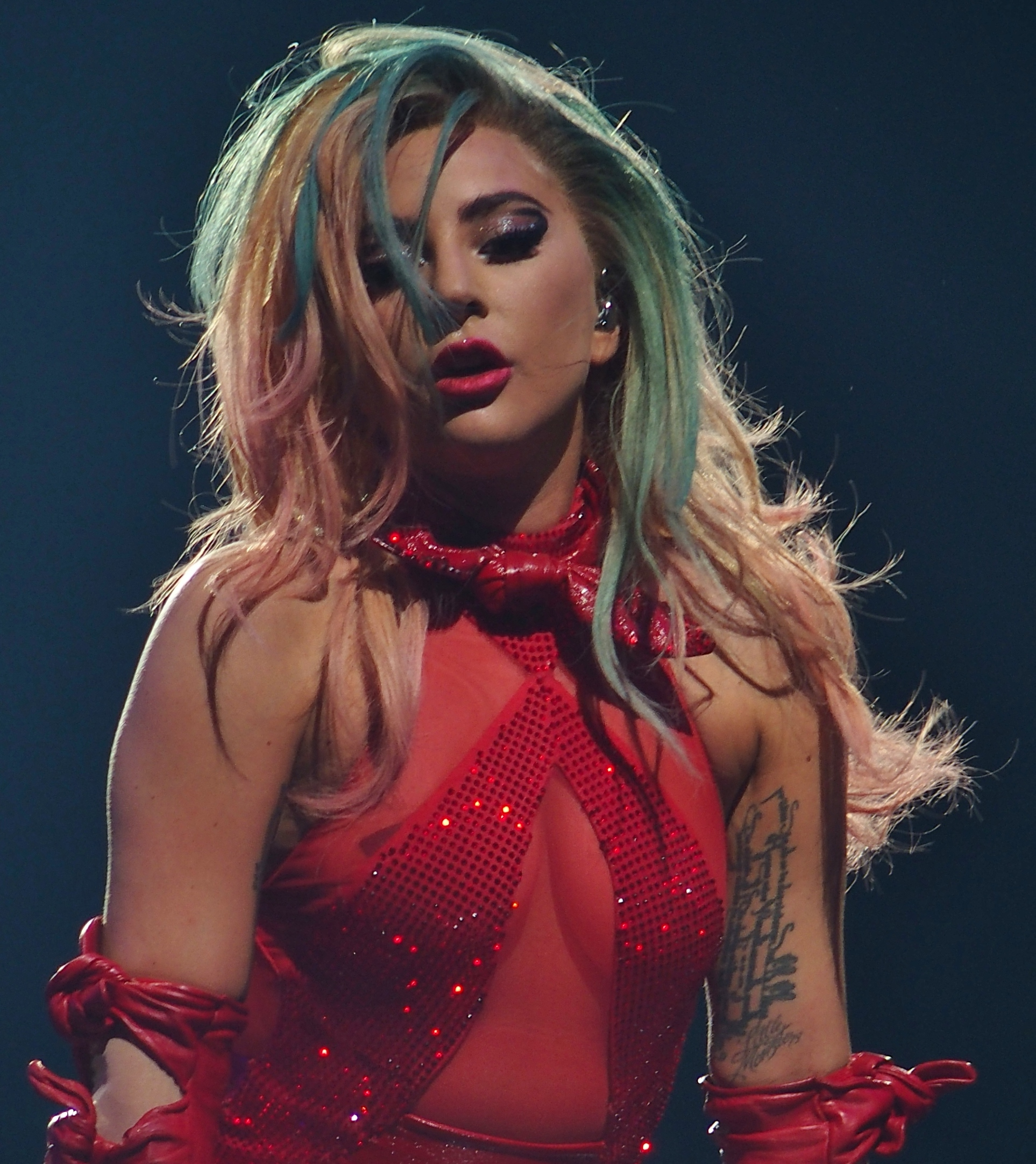
Na lewym bicepsie Gaga ma wytatuowany wiersz Rainera Rilke, pośrodku którego ma wytatuowaną datę śmierci Joanne.

Gaga otrzymała swoje imię po jej zmarłej ciotce – Joanne Stefani Germanotcie. Umarła ona 18 grudnia 1974 w wieku 19 lat na toczeń. Piosenkarka, której drugie imię to Joanne, odkryła, że śmierć Joanne głęboko wpłynęła na jej rodzinę oraz jej twórczość. Broszura jej debiutanckiego albumu zawierała wiersz napisany przez jej ciotkę zatytułowany „For a Moment”.
Gaga przypisuje swojej ciotce pomoc w przezwyciężeniu jej uzależnień oraz dedykowała jej The Fame Ball Tour. Piosenkarka wytatuowała sobie datę śmierci ciotki pośrodku jej tatuażu z wierszem Rainera Rilke. Rodzice Gagi otworzyli w 2012 roku w Nowym Jorku restaurację nazwaną Joanne Trattoria. Gaga często wspomina o tym, że pomimo nigdy nie spotkała swojej ciotki to i tak ona „jest jedną z najważniejszych osób” w jej życiu. Gdy piosenkarka, wraz z Markiem Ronsonem, napisała piosenkę „Joanne” zdecydowała, że tak będzie się również nazywał jej następny album.
Wraz z ujawnieniem tytułu albumu, Gaga również pokazała jego okładkę, która ukazuje nagą piosenkarkę ustawioną z lewego profilu w jej różowym kapeluszu z szerokim rondem na niebieskim tle. Kapelusz został zaprojektowany przez kapeluszniczkę Gladys Tamez, która zdradziła, że właśnie ten kapelusz również był źródłem inspiracji dla albumu. Kapeluszniczka też powiedziała, że kapelusz był inspirowany brytyjską piosenkarką Marianne Faithfull oraz że Gaga była pierwszą osobą, która zamówiła ten kapelusz o kolorze różowym, który jest jej ulubionym kolorem. Tamez nazwała ten kapelusz „Lady Joanne”, a Gaga poza zmianą jego koloru zmieniła jego kształt oraz tasiemkę wokół niego. Podczas designowania okładki Gaga oraz Tamez użyły bardziej pastelowe barwy zainspirowane latami 70. XX wieku.
Dominique Redfearn z tygodnika Billboard porównała okładki poprzednich solowych albumów Gagi – Born This Way oraz ARTPOP – do okładki Joanne i napisała, że ta wydaje się prostsza niżeli te poprzednie. Album zawiera 11 utworów w standardowej edycji, a 14 w edycji specjalnej. Broszura albumu zawiera zdjęcia młodej, jak i dorosłej Gagi oraz jej ojca, prawo jazdy Joanne oraz jej teksty.

## Single
„Perfect Illusion” zostało wydane jako pierwszy singel promujący Joanne 9 września 2015 roku. Utwór otrzymał od zmieszanych po pozytywne recenzje krytyków, wielu z nich pochwaliło chwytliwość piosenki oraz wokale piosenkarki. Inni uznali za rozczarowujący wybór tego utworu na główny singel w porównaniu z poprzednimi. Piosenka dotarła do pierwszej pozycji we francuskim notowaniu SNEP, 15 miejsca w amerykańskim Billboard Hot 100 oraz 50 pozycji w polskim notowaniu.
Wydanie albumu poprzedziło wydanie dwóch singlów promocyjnych – „Million Reasons” (wydane 6 października) i „A-YO” (wydane 18 października). Początkowo „A-YO” miało zostać wydane jako drugi singel albumu, lecz „Million Reasons” osiągnęło większy sukces komercyjny, więc dlatego został wydany jako singel 8 listopada. W 2016 piosenka najwyżej uplasowała się na 52 miejscu w amerykańskim notowaniu Billboard Hot 100, ale po wystąpieniu Gagi w przerwie meczu Super Bowl LI „Million Reasons” zajęło czwarte miejsce w Stanach.
„Joanne” zostało rozesłane do włoskich rozgłośni radiowych 22 grudnia 2017. Zaś 26 stycznia 2018 została opublikowana pianistyczna wersja utworu, która wygrała nagrodę Grammy w kategorii Najlepszy solowy występ pop podczas 61. ceremonii rozdania tych nagród.

## Lista utworów
Opracowano na podstawie materiału źródłowego.
| Edycja standardowa | Edycja standardowa                               | Edycja standardowa                                   | Edycja standardowa                             | Edycja standardowa |
| Nr                 | Tytuł utworu                                     | Autorzy                                              | Produkcja                                      | Długość            |
| ------------------ | ------------------------------------------------ | ---------------------------------------------------- | ---------------------------------------------- | ------------------ |
| 1.                 | „Diamond Heart”                                  | Stefani Germanotta · Mark Ronson · Josh Homme        | Ronson · Gaga, BloodPop · Homme · Jeff Bhasker | 3:30               |
| 2.                 | „A-YO”                                           | Germanotta · Hillary Lindsey · Ronson · M. Tucker    | Ronson · BloodPop · Gaga                       | 3:28               |
| 3.                 | „Joanne”                                         | Germanotta · Ronson                                  | Ronson · Gaga · BloodPop                       | 3:17               |
| 4.                 | „John Wayne”                                     | Germanotta · Ronson · Tucker · Homme                 | Ronson · BloodPop · Gaga                       | 2:54               |
| 5.                 | „Dancin’ in Circles”                             | Germanotta · Beck Hansen · Tucker · Ronson           | Ronson · Gaga · BloodPop                       | 3:27               |
| 6.                 | „Perfect Illusion”                               | Kevin Parker · Germanotta · Ronson · Tucker          | Ronson · Parker · Gaga · BloodPop              | 3:02               |
| 7.                 | „Million Reasons”                                | Germanotta · Lindsey · Ronson                        | Ronson · Gaga · BloodPop                       | 3:25               |
| 8.                 | „Sinner’s Prayer”                                | Germanotta · Josh Tillman · Ronson · Thomas Brenneck | Ronson · Gaga · BloodPop                       | 3:43               |
| 9.                 | „Come to Mama”                                   | Tillman · Germanotta · Emile Haynie                  | Ronson · Haynie · Gaga · BloodPop              | 4:15               |
| 10.                | „Hey Girl” (z gościnnym udziałem Florence Welch) | Germanotta · Welch · Ronson                          | Ronson · Gaga · BloodPop                       | 4:15               |
| 11.                | „Angel Down”                                     | Germanotta · Nadir Khayat                            | Ronson · Gaga · BloodPop                       | 3:49               |
|                    |                                                  |                                                      |                                                | 39:05              |

| Edycja specjalna | Edycja specjalna                                 | Edycja specjalna                         | Edycja specjalna                           | Edycja specjalna |
| Nr               | Tytuł utworu                                     | Autorzy                                  | Produkcja                                  | Długość          |
| ---------------- | ------------------------------------------------ | ---------------------------------------- | ------------------------------------------ | ---------------- |
| 1.               | „Diamond Heart”                                  | Germanotta · Ronson · Homme              | Ronson · Gaga · BloodPop · Homme · Bhasker | 3:30             |
| 2.               | „A-YO”                                           | Germanotta · Lindsey · Ronson · Tucker   | Ronson · BloodPop · Gaga                   | 3:28             |
| 3.               | „Joanne”                                         | Germanotta · Ronson                      | Ronson · Gaga · BloodPop                   | 3:17             |
| 4.               | „John Wayne”                                     | Germanotta · Ronson · Tucker · Homme     | Ronson · BloodPop · Gaga                   | 2:54             |
| 5.               | „Dancin’ in Circles”                             | Germanotta · Hansen · Tucker · Ronson    | Ronson · Gaga · BloodPop                   | 3:27             |
| 6.               | „Perfect Illusion”                               | Parker · Germanotta · Ronson · Tucker    | Ronson · Parker · Gaga · BloodPop          | 3:02             |
| 7.               | „Million Reasons”                                | Germanotta · Lindsey · Ronson            | Ronson · Gaga · BloodPop                   | 3:25             |
| 8.               | „Sinner’s Prayer”                                | Germanotta · Tillman · Ronson · Brenneck | Ronson · Gaga · BloodPop                   | 3:43             |
| 9.               | „Come to Mama”                                   | Tillman · Germanotta · Haynie            | Ronson · Haynie · Gaga · BloodPop          | 4:15             |
| 10.              | „Hey Girl” (z gościnnym udziałem Florence Welch) | Germanotta · Welch · Ronson              | Ronson · Gaga · BloodPop                   | 4:15             |
| 11.              | „Angel Down”                                     | Germanotta · Khayat                      | Ronson · Gaga · BloodPop                   | 3:49             |
| 12.              | „Grigio Girls”                                   | Germanotta · Lindsey · Ronson · Tucker   | Ronson · Gaga · BloodPop                   | 3:00             |
| 13.              | „Just Another Day”                               | Germanotta                               | Ronson · Gaga                              | 2:58             |
| 14.              | „Angel Down” (work tape)                         | Germanotta · Khayat                      | RedOne · Gaga                              | 2:20             |
|                  |                                                  |                                          |                                            | 47:23            |

| Japońska edycja specjalna | Japońska edycja specjalna                        | Japońska edycja specjalna                | Japońska edycja specjalna                  | Japońska edycja specjalna |
| Nr                        | Tytuł utworu                                     | Autorzy                                  | Produkcja                                  | Długość                   |
| ------------------------- | ------------------------------------------------ | ---------------------------------------- | ------------------------------------------ | ------------------------- |
| 1.                        | „Diamond Heart”                                  | Germanotta · Ronson · Homme              | Ronson · Gaga · BloodPop · Homme · Bhasker | 3:30                      |
| 2.                        | „A-YO”                                           | Germanotta · Lindsey · Ronson · Tucker   | Ronson · BloodPop · Gaga                   | 3:28                      |
| 3.                        | „Joanne”                                         | Germanotta · Ronson                      | Ronson · Gaga · BloodPop                   | 3:17                      |
| 4.                        | „John Wayne”                                     | Germanotta · Ronson · Tucker · Homme     | Ronson · BloodPop · Gaga                   | 2:54                      |
| 5.                        | „Dancin’ in Circles”                             | Germanotta · Hansen · Tucker · Ronson    | Ronson · Gaga · BloodPop                   | 3:27                      |
| 6.                        | „Perfect Illusion”                               | Parker · Germanotta · Ronson · Tucker    | Ronson · Parker · Gaga · BloodPop          | 3:02                      |
| 7.                        | „Million Reasons”                                | Germanotta · Lindsey · Ronson            | Ronson · Gaga · BloodPop                   | 3:25                      |
| 8.                        | „Sinner’s Prayer”                                | Germanotta · Tillman · Ronson · Brenneck | Ronson · Gaga · BloodPop                   | 3:43                      |
| 9.                        | „Come to Mama”                                   | Tillman · Germanotta · Haynie            | Ronson · Haynie · Gaga · BloodPop          | 4:15                      |
| 10.                       | „Hey Girl” (z gościnnym udziałem Florence Welch) | Germanotta · Welch · Ronson              | Ronson · Gaga · BloodPop                   | 4:15                      |
| 11.                       | „Angel Down”                                     | Germanotta · Khayat                      | Ronson · Gaga · BloodPop                   | 3:49                      |
| 12.                       | „Grigio Girls”                                   | Germanotta · Lindsey · Ronson · Tucker   | Ronson · Gaga · BloodPop                   | 3:00                      |
| 13.                       | „Just Another Day”                               | Germanotta                               | Ronson · Gaga                              | 2:58                      |
| 14.                       | „Angel Down” (work tape)                         | Germanotta · Khayat                      | RedOne · Gaga                              | 2:20                      |
| 15.                       | „Million Reasons” (work tape)                    | Germanotta · Lindsey · Ronson            |                                            | 3:23                      |
|                           |                                                  |                                          |                                            | 50:46                     |

## Notowania
| Lista przebojów (2016)              | Najwyższa pozycja |
| ----------------------------------- | ----------------- |
| Australia (ARIA Charts)             | 2                 |
| Belgia (Ultratop Flandria)          | 5                 |
| Belgia (Ultratop Walonia)           | 6                 |
| Czechy (ČNS IFPI)                   | 3                 |
| Finlandia (Suomen virallinen lista) | 5                 |
| Francja (SNEP)                      | 9                 |
| Grecja (IFPI)                       | 12                |
| Holandia (MegaCharts)               | 5                 |
| Irlandia (IRMA)                     | 3                 |
| Japonia (Oricon)                    | 10                |
| Kanada (Billboard Canadian Albums)  | 2                 |
| Korea Południowa (Gaon Chart)       | 32                |
| Niemcy (Media Control Charts)       | 6                 |
| Norwegia (VG-Lista)                 | 5                 |
| Nowa Zelandia (Recorded Music NZ)   | 2                 |
| Polska (OLiS)                       | 10                |
| Stany Zjednoczone (Billboard 200)   | 1                 |
| Szkocja (OCC)                       | 3                 |
| Szwecja (Sverigetopplistan)         | 3                 |
| Węgry (MAHASZ)                      | 15                |
| Wielka Brytania (OCC)               | 3                 |
| Włochy (FIMI)                       | 2                 |

## Certyfikaty
| Państwo                  | Certyfikat      | Sprzedaż   |
| ------------------------ | --------------- | ---------- |
| Francja (SNEP)           | złota płyta     | 50 000+    |
| Kanada (Music Canada)    | złota płyta     | 40 000+    |
| Meksyk (AMPROFON)        | platynowa płyta | 60 000+    |
| Polska (ZPAV)            | platynowa płyta | 20 000+    |
| Stany Zjednoczone (RIAA) | platynowa płyta | 1 000 000+ |
| Wielka Brytania (BPI)    | złota płyta     | 90 000+    |
| Włochy (FIMI)            | złota płyta     | 25 000+    |